# Agdistis sanctaehelenae
Agdistis sanctaehelenae là một loài bướm đêm thuộc họ Pterophoridae. Nó được tìm thấy ở Saint Helena.